# Schrankia cheesmanae
Schrankia cheesmanae là một loài bướm đêm trong họ Erebidae.